# Piłka ręczna na Letnich Igrzyskach Olimpijskich 2016 – turniej kobiet
Turniej olimpijski w piłce ręcznej kobiet podczas XXXI Letnich Igrzysk Olimpijskich w Rio de Janeiro odbył się w dniach od 6 do 20 sierpnia 2016 roku. Do rywalizacji przystąpiło dwanaście drużyn, a tytułu mistrzowskiego broniła reprezentacja Norwegii.
W finale Rosja pokonała Francję, zdobywając tym samym swój pierwszy tytuł olimpijski, a w meczu o brąz Holenderki uległy Norweżkom. Pozostałe zespoły zostały sklasyfikowane według wyników osiągniętych we wcześniejszych fazach.
Po zakończonym turnieju IHF opublikowała statystyki indywidualne i drużynowe.

## System rozgrywek
Dwanaście uczestniczących reprezentacji zostało podzielonych na dwie sześciozespołowe grupy rywalizujące w pierwszej fazie systemem kołowym, a cztery najlepsze zespoły z każdej grupy uzyskały awans do ćwierćfinałów. Harmonogram meczów został opublikowany 20 maja 2016 roku.

## Uczestnicy
| Kwalifikacja                        | Data                    | Gospodarz        | Miejsca | Zakwalifikowane    |
| ----------------------------------- | ----------------------- | ---------------- | ------- | ------------------ |
| Gospodynie                          | –                       | –                | 1       | Brazylia           |
| Mistrzostwa świata                  | 4–20 grudnia 2015       | Dania            | 1       | Norwegia           |
| Mistrzostwa Europy                  | 7–21 grudnia 2014       | Chorwacja/ Węgry | 1       | Hiszpania          |
| Afrykański turniej kwalifikacyjny   | 19–21 marca 2015        | Angola           | 1       | Angola             |
| Igrzyska Panamerykańskie            | 10–26 lipca 2015        | Kanada           | 1       | Argentyna          |
| Azjatycki turniej kwalifikacyjny    | 20–25 października 2015 | Japonia          | 1       | Korea Południowa   |
| I Światowy Turniej Kwalifikacyjny   | 18–20 marca 2016        | Francja          | 2       | Holandia Francja   |
| II Światowy Turniej Kwalifikacyjny  | 18–20 marca 2016        | Dania            | 2       | Rumunia Czarnogóra |
| III Światowy Turniej Kwalifikacyjny | 18–20 marca 2016        | Rosja            | 2       | Szwecja Rosja      |
| Razem                               |                         |                  | 12      |                    |

## Losowanie grup
Losowanie grup turnieju olimpijskiego zostało zaplanowane na 29 kwietnia 2016 roku, a przed nim Międzynarodowa Federacja Piłki Ręcznej dokonała podziału na koszyki. W jego wyniku powstały dwie sześciozespołowe grupy.

### Koszyki
| Koszyk 1              | Koszyk 2          | Koszyk 3               | Koszyk 4             | Koszyk 5                | Koszyk 6                    |
| --------------------- | ----------------- | ---------------------- | -------------------- | ----------------------- | --------------------------- |
| - Norwegia - Holandia | - Rumunia - Rosja | - Szwecja - Czarnogóra | - Francja - Brazylia | - Hiszpania - Argentyna | - Korea Południowa - Angola |

### Grupy
| Grupa A    |
| ---------- |
| Norwegia   |
| Rumunia    |
| Czarnogóra |
| Brazylia   |
| Hiszpania  |
| Angola     |

| Grupa B          |
| ---------------- |
| Holandia         |
| Rosja            |
| Szwecja          |
| Francja          |
| Argentyna        |
| Korea Południowa |

## Faza grupowa

### Grupa A
| 6 sierpnia 20169:30 | Norwegia     | 28:31(16:17) | Brazylia          | Arena do Futuro, Rio de Janeiro Widzów: 7780 Sędzia: Horáček, Novotný |
| 6 sierpnia 20169:30 | Nora Mørk 12 | 28:31(16:17) | Ana Paula Belo 12 | Arena do Futuro, Rio de Janeiro Widzów: 7780 Sędzia: Horáček, Novotný |
| 6 sierpnia 20169:30 | 2× · 2×      | 28:31(16:17) | 8× · 2×           | Arena do Futuro, Rio de Janeiro Widzów: 7780 Sędzia: Horáček, Novotný |

| 6 sierpnia 201616:40 | Czarnogóra           | 19:25(10:14) | Hiszpania            | Arena do Futuro, Rio de Janeiro Widzów: 8115 Sędzia: Bonaventura, Bonaventura |
| 6 sierpnia 201616:40 | Katarina Bulatović 5 | 19:25(10:14) | cztery zawodniczki 4 | Arena do Futuro, Rio de Janeiro Widzów: 8115 Sędzia: Bonaventura, Bonaventura |
| 6 sierpnia 201616:40 | 4× · 2×              | 19:25(10:14) | 1× · 3×              | Arena do Futuro, Rio de Janeiro Widzów: 8115 Sędzia: Bonaventura, Bonaventura |

| 6 sierpnia 201619:50 | Rumunia          | 19:23(9:11) | Angola          | Arena do Futuro, Rio de Janeiro Widzów: 4465 Sędzia: Koo, Lee |
| 6 sierpnia 201619:50 | Cristina Neagu 8 | 19:23(9:11) | Isabel Guialo 5 | Arena do Futuro, Rio de Janeiro Widzów: 4465 Sędzia: Koo, Lee |
| 6 sierpnia 201619:50 | 2× · 2×          | 19:23(9:11) | 5× · 3×         | Arena do Futuro, Rio de Janeiro Widzów: 4465 Sędzia: Koo, Lee |

| 8 sierpnia 201614:40 | Hiszpania            | 24:27(10:11) | Norwegia               | Arena do Futuro, Rio de Janeiro Sędzia: Geipel, Helbig |
| 8 sierpnia 201614:40 | Alexandrina Cabral 5 | 24:27(10:11) | Veronica Kristiansen 7 | Arena do Futuro, Rio de Janeiro Sędzia: Geipel, Helbig |
| 8 sierpnia 201614:40 | 3× · 2×              | 24:27(10:11) | 7× · 4× · 1×           | Arena do Futuro, Rio de Janeiro Sędzia: Geipel, Helbig |

| 8 sierpnia 201616:40 | Brazylia         | 26:16(14:9) | Rumunia          | Arena do Futuro, Rio de Janeiro Sędzia: Bonaventura, Bonaventura |
| 8 sierpnia 201616:40 | Ana Paula Belo 8 | 26:16(14:9) | Cristina Neagu 6 | Arena do Futuro, Rio de Janeiro Sędzia: Bonaventura, Bonaventura |
| 8 sierpnia 201616:40 | 2× · 2× · 1×     | 26:16(14:9) | 4× · 2×          | Arena do Futuro, Rio de Janeiro Sędzia: Bonaventura, Bonaventura |

| 8 sierpnia 201621:50 | Angola          | 27:25(12:12) | Czarnogóra           | Arena do Futuro, Rio de Janeiro Sędzia: Alpaidze, Berekzina |
| 8 sierpnia 201621:50 | Isabel Guialo 7 | 27:25(12:12) | Katarina Bulatović 9 | Arena do Futuro, Rio de Janeiro Sędzia: Alpaidze, Berekzina |
| 8 sierpnia 201621:50 | 5× · 3×         | 27:25(12:12) | 4× · 2×              | Arena do Futuro, Rio de Janeiro Sędzia: Alpaidze, Berekzina |

| 10 sierpnia 20169:30 | Brazylia            | 24:29(12:15) | Hiszpania    | Arena do Futuro, Rio de Janeiro Sędzia: Koo, Lee |
| 10 sierpnia 20169:30 | Fernando da Silva 7 | 24:29(12:15) | Nerea Pena 8 | Arena do Futuro, Rio de Janeiro Sędzia: Koo, Lee |
| 10 sierpnia 20169:30 | 5× · 3×             | 24:29(12:15) | 8× · 4×      | Arena do Futuro, Rio de Janeiro Sędzia: Koo, Lee |

| 10 sierpnia 201611:30 | Rumunia           | 25:21(11:9) | Czarnogóra           | Arena do Futuro, Rio de Janeiro Sędzia: Rashed, El-Sayed |
| 10 sierpnia 201611:30 | Cristina Neagu 10 | 25:21(11:9) | Katarina Bulatović 9 | Arena do Futuro, Rio de Janeiro Sędzia: Rashed, El-Sayed |
| 10 sierpnia 201611:30 | 4× · 3×           | 25:21(11:9) | 4× · 4×              | Arena do Futuro, Rio de Janeiro Sędzia: Rashed, El-Sayed |

| 10 sierpnia 201616:40 | Norwegia    | 30:20(16:8) | Angola          | Arena do Futuro, Rio de Janeiro Sędzia: Bonaventura, Bonaventura |
| 10 sierpnia 201616:40 | Nora Mørk 8 | 30:20(16:8) | Isabel Guialo 8 | Arena do Futuro, Rio de Janeiro Sędzia: Bonaventura, Bonaventura |
| 10 sierpnia 201616:40 | 3× · 2×     | 30:20(16:8) | 4× · 2× · 1×    | Arena do Futuro, Rio de Janeiro Sędzia: Bonaventura, Bonaventura |

| 12 sierpnia 20169:30 | Angola             | 24:28(13:13) | Brazylia         | Arena do Futuro, Rio de Janeiro Sędzia: Røen, Arsten |
| 12 sierpnia 20169:30 | Natália Bernardo 8 | 24:28(13:13) | Ana Paula Belo 7 | Arena do Futuro, Rio de Janeiro Sędzia: Røen, Arsten |
| 12 sierpnia 20169:30 | 5× · 2×            | 24:28(13:13) | 4× · 4×          | Arena do Futuro, Rio de Janeiro Sędzia: Røen, Arsten |

| 12 sierpnia 201614:40 | Rumunia          | 24:21(13:11) | Hiszpania          | Arena do Futuro, Rio de Janeiro Sędzia: Bonaventura, Bonaventura |
| 12 sierpnia 201614:40 | Cristina Neagu 9 | 24:21(13:11) | trzy zawodniczki 4 | Arena do Futuro, Rio de Janeiro Sędzia: Bonaventura, Bonaventura |
| 12 sierpnia 201614:40 | 2× · 2×          | 24:21(13:11) | 1× · 3×            | Arena do Futuro, Rio de Janeiro Sędzia: Bonaventura, Bonaventura |

| 12 sierpnia 201616:40 | Czarnogóra           | 19:28(11:16) | Norwegia    | Arena do Futuro, Rio de Janeiro Sędzia: Coulibaly, Diabaté |
| 12 sierpnia 201616:40 | Djurdjina Jauković 5 | 19:28(11:16) | Nora Mørk 6 | Arena do Futuro, Rio de Janeiro Sędzia: Coulibaly, Diabaté |
| 12 sierpnia 201616:40 | 5× · 2×              | 19:28(11:16) | 4× · 3×     | Arena do Futuro, Rio de Janeiro Sędzia: Coulibaly, Diabaté |

| 14 sierpnia 20169:30 | Czarnogóra          | 23:29(10:12) | Brazylia         | Arena do Futuro, Rio de Janeiro Sędzia: Mousaviyan, Kolahdouzan |
| 14 sierpnia 20169:30 | Biljana Pavićević 6 | 23:29(10:12) | Ana Paula Belo 6 | Arena do Futuro, Rio de Janeiro Sędzia: Mousaviyan, Kolahdouzan |
| 14 sierpnia 20169:30 | 5× · 4×             | 23:29(10:12) | 3× · 3×          | Arena do Futuro, Rio de Janeiro Sędzia: Mousaviyan, Kolahdouzan |

| 14 sierpnia 201616:40 | Norwegia               | 28:27(14:13) | Rumunia           | Arena do Futuro, Rio de Janeiro Sędzia: Alpaidze, Berekzina |
| 14 sierpnia 201616:40 | Veronica Kristiansen 7 | 28:27(14:13) | Cristina Neagu 11 | Arena do Futuro, Rio de Janeiro Sędzia: Alpaidze, Berekzina |
| 14 sierpnia 201616:40 | 6× · 3×                | 28:27(14:13) | 6× · 3×           | Arena do Futuro, Rio de Janeiro Sędzia: Alpaidze, Berekzina |

| 14 sierpnia 201619:50 | Hiszpania            | 26:22(13:12) | Angola          | Arena do Futuro, Rio de Janeiro Sędzia: Pinto, Menezes |
| 14 sierpnia 201619:50 | Alexandrina Cabral 7 | 26:22(13:12) | Isabel Guialo 6 | Arena do Futuro, Rio de Janeiro Sędzia: Pinto, Menezes |
| 14 sierpnia 201619:50 | 5× · 4×              | 26:22(13:12) | 8× · 3× · 1×    | Arena do Futuro, Rio de Janeiro Sędzia: Pinto, Menezes |

### Grupa B
| 6 sierpnia 201611:30 | Holandia         | 14:18(6:10) | Francja               | Arena do Futuro, Rio de Janeiro Sędzia: Guro Roen, Kjersti Arntsen |
| 6 sierpnia 201611:30 | Cornelia Groot 3 | 14:18(6:10) | Alexandra Lacrabère 6 | Arena do Futuro, Rio de Janeiro Sędzia: Guro Roen, Kjersti Arntsen |
| 6 sierpnia 201611:30 | 5× · 3×          | 14:18(6:10) | 3× · 3×               | Arena do Futuro, Rio de Janeiro Sędzia: Guro Roen, Kjersti Arntsen |

| 6 sierpnia 201614:40 | Rosja             | 30:25(12:13) | Korea Południowa | Arena do Futuro, Rio de Janeiro Sędzia: Santos, Fonseca |
| 6 sierpnia 201614:40 | Marina Sudakova 6 | 30:25(12:13) | Jung Yu-ra 6     | Arena do Futuro, Rio de Janeiro Sędzia: Santos, Fonseca |
| 6 sierpnia 201614:40 | 3× · 3×           | 30:25(12:13) | 7× · 4× · 1×     | Arena do Futuro, Rio de Janeiro Sędzia: Santos, Fonseca |

| 6 sierpnia 201621:50 | Szwecja           | 31:21(13:9) | Argentyna         | Arena do Futuro, Rio de Janeiro Sędzia: Coulibaly, Diabaté |
| 6 sierpnia 201621:50 | Nathalie Hagman 6 | 31:21(13:9) | Luciana Mendoza 6 | Arena do Futuro, Rio de Janeiro Sędzia: Coulibaly, Diabaté |
| 6 sierpnia 201621:50 | 5× · 3×           | 31:21(13:9) | 6× · 1×           | Arena do Futuro, Rio de Janeiro Sędzia: Coulibaly, Diabaté |

| 8 sierpnia 20169:30 | Korea Południowa | 28:31(15:16) | Szwecja           | Arena do Futuro, Rio de Janeiro Sędzia: Røen, Arntsen |
| 8 sierpnia 20169:30 | Woo Sun-hee 7    | 28:31(15:16) | Nathalie Hagman 7 | Arena do Futuro, Rio de Janeiro Sędzia: Røen, Arntsen |
| 8 sierpnia 20169:30 | 3× · 4×          | 28:31(15:16) | 5× · 4×           | Arena do Futuro, Rio de Janeiro Sędzia: Røen, Arntsen |

| 8 sierpnia 201611:30 | Francja                | 25:26(10:15) | Rosja               | Arena do Futuro, Rio de Janeiro Sędzia: Lah, Sok |
| 8 sierpnia 201611:30 | Alexandra Lacrabère 11 | 25:26(10:15) | Polina Kuzniecowa 6 | Arena do Futuro, Rio de Janeiro Sędzia: Lah, Sok |
| 8 sierpnia 201611:30 | 6× · 3×                | 25:26(10:15) | 4× · 4×             | Arena do Futuro, Rio de Janeiro Sędzia: Lah, Sok |

| 8 sierpnia 201619:50 | Argentyna         | 18:26(9:13) | Holandia          | Arena do Futuro, Rio de Janeiro Sędzia: Mousaviyan, Kolahdouzan |
| 8 sierpnia 201619:50 | Luciana Mendoza 3 | 18:26(9:13) | Estavana Polman 6 | Arena do Futuro, Rio de Janeiro Sędzia: Mousaviyan, Kolahdouzan |
| 8 sierpnia 201619:50 | 6× · 1×           | 18:26(9:13) | 5× · 3×           | Arena do Futuro, Rio de Janeiro Sędzia: Mousaviyan, Kolahdouzan |

| 10 sierpnia 201614:40 | Rosja                   | 36:34(15:18) | Szwecja             | Arena do Futuro, Rio de Janeiro Sędzia: Pinto, Menezes |
| 10 sierpnia 201614:40 | Władlena Bobrownikowa 6 | 36:34(15:18) | Isabelle Gulldén 11 | Arena do Futuro, Rio de Janeiro Sędzia: Pinto, Menezes |
| 10 sierpnia 201614:40 | 3× · 4× · 1×            | 36:34(15:18) | 6× · 3× · 1×        | Arena do Futuro, Rio de Janeiro Sędzia: Pinto, Menezes |

| 10 sierpnia 201619:50 | Holandia       | 32:32(18:17) | Korea Południowa | Arena do Futuro, Rio de Janeiro Sędzia: Lopéz, Ramírez |
| 10 sierpnia 201619:50 | Yvette Broch 7 | 32:32(18:17) | Gwon Han-na 11   | Arena do Futuro, Rio de Janeiro Sędzia: Lopéz, Ramírez |
| 10 sierpnia 201619:50 | 5× · 3×        | 32:32(18:17) | 3× · 4×          | Arena do Futuro, Rio de Janeiro Sędzia: Lopéz, Ramírez |

| 10 sierpnia 201621:50 | Francja         | 27:11(15:4) | Argentyna        | Arena do Futuro, Rio de Janeiro Sędzia: Alpaidze, Berezkina |
| 10 sierpnia 201621:50 | Manon Houette 8 | 27:11(15:4) | Rocio Campigli 4 | Arena do Futuro, Rio de Janeiro Sędzia: Alpaidze, Berezkina |
| 10 sierpnia 201621:50 | 4× · 3×         | 27:11(15:4) | 7× · 2×          | Arena do Futuro, Rio de Janeiro Sędzia: Alpaidze, Berezkina |

| 12 sierpnia 201611:30 | Szwecja            | 29:29(16:13) | Holandia           | Arena do Futuro, Rio de Janeiro Sędzia: Alpaidze, Berekzina |
| 12 sierpnia 201611:30 | Nathalie Hagman 14 | 29:29(16:13) | Angela Malestein 5 | Arena do Futuro, Rio de Janeiro Sędzia: Alpaidze, Berekzina |
| 12 sierpnia 201611:30 | 3× · 3×            | 29:29(16:13) | 1× · 2×            | Arena do Futuro, Rio de Janeiro Sędzia: Alpaidze, Berekzina |

| 12 sierpnia 201619:50 | Rosja              | 35:29(20:18) | Argentyna       | Arena do Futuro, Rio de Janeiro Sędzia: Mousaviyan, Kolahdouzan |
| 12 sierpnia 201619:50 | Anna Wiachiriewa 7 | 35:29(20:18) | Manuela Pizzo 6 | Arena do Futuro, Rio de Janeiro Sędzia: Mousaviyan, Kolahdouzan |
| 12 sierpnia 201619:50 | 11× · 3× · 1×      | 35:29(20:18) | 7× · 4×         | Arena do Futuro, Rio de Janeiro Sędzia: Mousaviyan, Kolahdouzan |

| 12 sierpnia 201621:50 | Korea Południowa | 17:21(11:11) | Francja               | Arena do Futuro, Rio de Janeiro Sędzia: Hansen, Gjeding |
| 12 sierpnia 201621:50 | Song Hai-rim 5   | 17:21(11:11) | Alexandra Lacrabère 7 | Arena do Futuro, Rio de Janeiro Sędzia: Hansen, Gjeding |
| 12 sierpnia 201621:50 | 3× · 1×          | 17:21(11:11) | 6× · 4×               | Arena do Futuro, Rio de Janeiro Sędzia: Hansen, Gjeding |

| 14 sierpnia 201611:30 | Szwecja          | 25:27(13:15) | Francja               | Arena do Futuro, Rio de Janeiro Sędzia: Røen, Arntsen |
| 14 sierpnia 201611:30 | Jamina Roberts 8 | 25:27(13:15) | Alexandra Lacrabère 8 | Arena do Futuro, Rio de Janeiro Sędzia: Røen, Arntsen |
| 14 sierpnia 201611:30 | 2× · 2×          | 25:27(13:15) | 1× · 4×               | Arena do Futuro, Rio de Janeiro Sędzia: Røen, Arntsen |

| 14 sierpnia 201614:40 | Holandia           | 34:38(16:17) | Rosja                | Arena do Futuro, Rio de Janeiro Sędzia: Lah, Sok |
| 14 sierpnia 201614:40 | Estavana Polman 12 | 34:38(16:17) | Jekatierina Iljina 8 | Arena do Futuro, Rio de Janeiro Sędzia: Lah, Sok |
| 14 sierpnia 201614:40 | 6× · 3×            | 34:38(16:17) | 4× · 2×              | Arena do Futuro, Rio de Janeiro Sędzia: Lah, Sok |

| 14 sierpnia 201621:50 | Argentyna         | 22:28(10:12) | Korea Południowa | Arena do Futuro, Rio de Janeiro Sędzia: Bonaventura, Bonaventura |
| 14 sierpnia 201621:50 | Luciana Mendoza 6 | 22:28(10:12) | Gwon Han-na 11   | Arena do Futuro, Rio de Janeiro Sędzia: Bonaventura, Bonaventura |
| 14 sierpnia 201621:50 | 5× · 3×           | 22:28(10:12) | 2× · 3×          | Arena do Futuro, Rio de Janeiro Sędzia: Bonaventura, Bonaventura |

## Faza pucharowa
|  |              |              |              |         |    |           |           |           |                   |                   |                   |       |       |
|  | Ćwierćfinały | Ćwierćfinały | Ćwierćfinały |         |    | Półfinały | Półfinały | Półfinały |                   |                   | Finał             | Finał | Finał |
|  | Ćwierćfinały | Ćwierćfinały | Ćwierćfinały |         |    | Półfinały | Półfinały | Półfinały |                   |                   | Finał             | Finał | Finał |
|  |              |              |              |         |    |           |           |           |                   |                   |                   |       |       |
|  |              |              |              |         |    |           |           |           |                   |                   |                   |       |       |
|  | Brazylia     | Brazylia     | 23           |         |    |           |           |           |                   |                   |                   |       |       |
|  | Brazylia     | Brazylia     | 23           |         |    |           |           |           |                   |                   |                   |       |       |
|  | Holandia     | Holandia     | 32           |         |    |           |           |           |                   |                   |                   |       |       |
|  | Holandia     | Holandia     | 32           |         |    | Holandia  | Holandia  | 23        |                   |                   |                   |       |       |
|  |              |              |              |         |    | Holandia  | Holandia  | 23        |                   |                   |                   |       |       |
|  |              |              | Francja      | Francja | 24 |           |           |           |                   |                   |                   |       |       |
|  | Hiszpania    | Hiszpania    | Francja      | Francja | 24 | 26        |           |           |                   |                   |                   |       |       |
|  | Hiszpania    | Hiszpania    |              |         |    |           |           |           |                   |                   |                   |       |       |
|  | Francja      | Francja      | 27           |         |    |           |           |           |                   |                   |                   |       |       |
|  | Francja      | Francja      | 27           |         |    | Francja   | Francja   | 19        |                   |                   |                   |       |       |
|  |              |              |              |         |    |           | Francja   | 19        |                   |                   |                   |       |       |
|  |              |              | Rosja        | Rosja   | 22 |           |           |           |                   |                   |                   |       |       |
|  | Szwecja      | Szwecja      | Rosja        | Rosja   | 22 | 20        |           |           |                   |                   |                   |       |       |
|  | Szwecja      | Szwecja      |              |         |    |           |           |           |                   |                   |                   |       |       |
|  | Norwegia     | Norwegia     | 33           |         |    |           |           |           |                   |                   |                   |       |       |
|  | Norwegia     | Norwegia     | 33           |         |    | Norwegia  | Norwegia  | 37        | Mecz o 3. miejsce | Mecz o 3. miejsce | Mecz o 3. miejsce |       |       |
|  |              |              |              |         |    | Norwegia  | Norwegia  | 37        | Mecz o 3. miejsce | Mecz o 3. miejsce | Mecz o 3. miejsce |       |       |
|  |              |              | Rosja        | Rosja   | 38 |           |           |           |                   |                   |                   |       |       |
|  | Rosja        | Rosja        | Rosja        | Rosja   | 38 | 31        |           |           |                   |                   |                   |       |       |
|  | Rosja        | Rosja        |              |         |    |           |           | Holandia  | Holandia          | 26                |                   |       |       |
|  | Angola       | Angola       | 27           |         |    |           |           |           | Holandia          | 26                |                   |       |       |
|  | Angola       | Angola       | 27           |         |    |           |           | Norwegia  | Norwegia          | 36                |                   |       |       |
|  |              |              |              |         |    |           |           |           | Norwegia          | 36                |                   |       |       |

### Ćwierćfinały
| 16 sierpnia 201610:00 | Brazylia            | 23:32(11:12) | Holandia          | Arena do Futuro, Rio de Janeiro Sędzia: Arntsen, Røen |
| 16 sierpnia 201610:00 | Fernanda da Silva 7 | 23:32(11:12) | Estavana Polman 7 | Arena do Futuro, Rio de Janeiro Sędzia: Arntsen, Røen |
| 16 sierpnia 201610:00 | 6× · 4×             | 23:32(11:12) | 2× · 3×           | Arena do Futuro, Rio de Janeiro Sędzia: Arntsen, Røen |

| 16 sierpnia 201613:30 | Hiszpania     | 26:27 (pd.)(12:5, 23:23) | Francja               | Arena do Futuro, Rio de Janeiro Sędzia: Alpaidze, Berezkina |
| 16 sierpnia 201613:30 | Nerea Pena 13 | 26:27 (pd.)(12:5, 23:23) | Alexandra Lacrabère 7 | Arena do Futuro, Rio de Janeiro Sędzia: Alpaidze, Berezkina |
| 16 sierpnia 201613:30 | 8× · 4× · 1×  | 26:27 (pd.)(12:5, 23:23) | 2× · 2×               | Arena do Futuro, Rio de Janeiro Sędzia: Alpaidze, Berezkina |

| 16 sierpnia 201617:00 | Szwecja            | 20:33(7:19) | Norwegia        | Arena do Futuro, Rio de Janeiro Sędzia: Bonaventura, Bonaventura |
| 16 sierpnia 201617:00 | Isabelle Gulldén 9 | 20:33(7:19) | Stine Oftedal 6 | Arena do Futuro, Rio de Janeiro Sędzia: Bonaventura, Bonaventura |
| 16 sierpnia 201617:00 | 1× · 3×            | 20:33(7:19) | 1× · 2×         | Arena do Futuro, Rio de Janeiro Sędzia: Bonaventura, Bonaventura |

| 16 sierpnia 201620:30 | Rosja               | 31:27(18:14) | Angola             | Arena do Futuro, Rio de Janeiro Sędzia: Pinto, Menezes |
| 16 sierpnia 201620:30 | Polina Kuzniecowa 5 | 31:27(18:14) | Natalia Bernardo 8 | Arena do Futuro, Rio de Janeiro Sędzia: Pinto, Menezes |
| 16 sierpnia 201620:30 | 5× · 2× · 1×        | 31:27(18:14) | 4× · 3×            | Arena do Futuro, Rio de Janeiro Sędzia: Pinto, Menezes |

### Półfinały
| 18 sierpnia 201615:30 | Holandia                | 23:24(13:17) | Francja          | Arena do Futuro, Rio de Janeiro Sędzia: Koo, Lee |
| 18 sierpnia 201615:30 | Laura van der Heijden 8 | 23:24(13:17) | Allison Pineau 7 | Arena do Futuro, Rio de Janeiro Sędzia: Koo, Lee |
| 18 sierpnia 201615:30 | 2× · 3×                 | 23:24(13:17) | 3× · 2×          | Arena do Futuro, Rio de Janeiro Sędzia: Koo, Lee |

| 18 sierpnia 201620:30 | Norwegia     | 37:38 (pd.)(16:18, 31:31) | Rosja                   | Arena do Futuro, Rio de Janeiro Sędzia: Lah, Sok |
| 18 sierpnia 201620:30 | Nora Mørk 14 | 37:38 (pd.)(16:18, 31:31) | Władlena Bobrownikowa 8 | Arena do Futuro, Rio de Janeiro Sędzia: Lah, Sok |
| 18 sierpnia 201620:30 | 7× · 3×      | 37:38 (pd.)(16:18, 31:31) | 5× · 4×                 | Arena do Futuro, Rio de Janeiro Sędzia: Lah, Sok |

### Mecz o 3. miejsce
| 20 sierpnia 201610:30 | Holandia         | 26:36(13:19) | Norwegia    | Arena do Futuro, Rio de Janeiro Widzów: 8473 Sędzia: Bonaventura, Bonaventura |
| 20 sierpnia 201610:30 | Cornelia Groot 6 | 26:36(13:19) | Nora Mørk 7 | Arena do Futuro, Rio de Janeiro Widzów: 8473 Sędzia: Bonaventura, Bonaventura |
| 20 sierpnia 201610:30 | 3×               | 26:36(13:19) | 1× · 1×     | Arena do Futuro, Rio de Janeiro Widzów: 8473 Sędzia: Bonaventura, Bonaventura |

### Finał
| 20 sierpnia 201615:30 | Francja                             | 19:22(7:10) | Rosja              | Arena do Futuro, Rio de Janeiro Sędzia: Røen, Arntsen |
| 20 sierpnia 201615:30 | Siraba Dembélé 5 · Allison Pineau 5 | 19:22(7:10) | Anna Wiachiriewa 5 | Arena do Futuro, Rio de Janeiro Sędzia: Røen, Arntsen |
| 20 sierpnia 201615:30 | 1× · 2×                             | 19:22(7:10) | 2× · 3×            | Arena do Futuro, Rio de Janeiro Sędzia: Røen, Arntsen |

## Klasyfikacja końcowa
| Miejsce | Reprezentacja    |
| ------- | ---------------- |
| złoto   | Rosja            |
| srebro  | Francja          |
| brąz    | Norwegia         |
| 4.      | Holandia         |
| 5.      | Brazylia         |
| 6.      | Hiszpania        |
| 7.      | Szwecja          |
| 8.      | Angola           |
| 9.      | Rumunia          |
| 10.     | Korea Południowa |
| 11.     | Czarnogóra       |
| 12.     | Argentyna        |

## Nagrody indywidualne
Nagrody indywidualne otrzymały:
| MVP              | Najlepsza bramkarka | Najlepsza lewoskrzydłowa | Najlepsza lewa rozgrywająca | Najlepsza środkowa rozgrywająca | Najlepsza prawa rozgrywająca | Najlepsza prawoskrzydłowa | Najlepsza obrotowa |
| ---------------- | ------------------- | ------------------------ | --------------------------- | ------------------------------- | ---------------------------- | ------------------------- | ------------------ |
| Anna Wiachiriewa | Kari Aalvik Grimsbø | Polina Kuzniecowa        | Allison Pineau              | Darja Dmitrijewa                | Alexandra Lacrabère          | Nathalie Hagman           | Heidi Løke         |